# Rob Wainwright
Robert Iain Wainwright (Perth, 22 marzo 1965) è un ex rugbista a 15, militare e medico britannico, già internazionale per la Scozia nel ruolo di terza linea ala, e ufficiale medico della British Army con il grado di maggiore.

## Biografia
Rob Wainwright, nato a Perth da Jim e Jean, quest'ultima anch'essa sportiva in prove di lunga distanza di ciclismo e corsa anche in età avanzata, è l'unico figlio maschio dei cinque che i suoi genitori ebbero.
Laureatosi in medicina all'Università di Cambridge, entrò nel corpo sanitario dell'Esercito britannico nel 1987; a livello di club militò, oltre che nella squadra universitaria, anche in quella militare della British Army, oltre a una parentesi nei London Scottish e, verso la fine della carriera, nei Caledonia Reds e nel Glasgow, con cui disputò due edizioni di Heineken Cup.
Nel 1992 debuttò in Nazionale scozzese, contro l'Irlanda a Dublino, in occasione del Cinque Nazioni di quell'anno; destinato a un reparto medico del Kent, si divideva tra l'attività militare e quella sportiva internazionale; prese parte alla Coppa del Mondo di rugby 1995 in Sudafrica e due anni più tardi fu di nuovo in tale Paese con i British and Irish Lions in occasione del loro tour del 1997, che si risolse nell'ultima vittoria di una serie prima di quella del 2013.
Fu parte della neoformata squadra dei Caledonia Reds, che disputò la Heineken Cup 1997-98, e terminò la carriera nel 1999 nelle file del Glasgow.
Dopo il ritiro esercita nell'isola di Coll, nelle Ebridi Interne, dove insieme alla famiglia (moglie e quattro figli) gestisce una fattoria di sua proprietà.